# Liste der Stolpersteine in Blankenfelde-Mahlow
Die Liste der Stolpersteine in Blankenfelde-Mahlow enthält Stolpersteine, die im Rahmen des gleichnamigen Kunst-Projekts von Gunter Demnig in Blankenfelde-Mahlow verlegt wurden. Mit ihnen soll an die Opfer des Nationalsozialismus erinnert werden, die in Blankenfelde-Mahlow lebten und wirkten.

## Verlegte Stolpersteine
| Stolperstein | Inschrift                                                                                | Standort           | Name, Leben                   |
| ------------ | ---------------------------------------------------------------------------------------- | ------------------ | ----------------------------- |
|              | HIER WOHNTE ABRAHAM AMSTER JG. 1873 DEPORTIERT 1942 ERMORDET IN TREBLINKA                | Trebbiner Straße · | Abraham Amster                |
|              | HIER WOHNTE IDESSA AMSTER GEB. ROSENBLATT JG. 1879 DEPORTIERT 1942 ERMORDET IN TREBLINKA | Trebbiner Straße · | Idessa Amster geb. Rosenblatt |

## Verlegung
- 2. Juli 2010